# Acyrtus rubiginosus
Acyrtus rubiginosus är en fiskart som först beskrevs av Poey, 1868.  Acyrtus rubiginosus ingår i släktet Acyrtus och familjen dubbelsugarfiskar. Inga underarter finns listade i Catalogue of Life.